# Adamowice (Mazovie)
Pour les articles homonymes, voir Adamowice.
Adamowice (prononciation : [adamɔˈvit͡sɛ]) est un village polonais de la gmina de Mszczonów dans le powiat de Żyrardów de la voïvodie de Mazovie dans le centre-est de la Pologne.
Il se situe à environ 6 kilomètres au sud-ouest de Mszczonów (siège de la gmina) , 13 kilomètres au sud de Żyrardów (siège du powiat) et à 48 kilomètres au sud-ouest de Varsovie (capitale de la Pologne).
Le village compte une population de 98 habitants en 2012.

## Histoire
De 1975 à 1998, le village appartenait administrativement à la voïvodie de Skierniewice.